# نينيتس

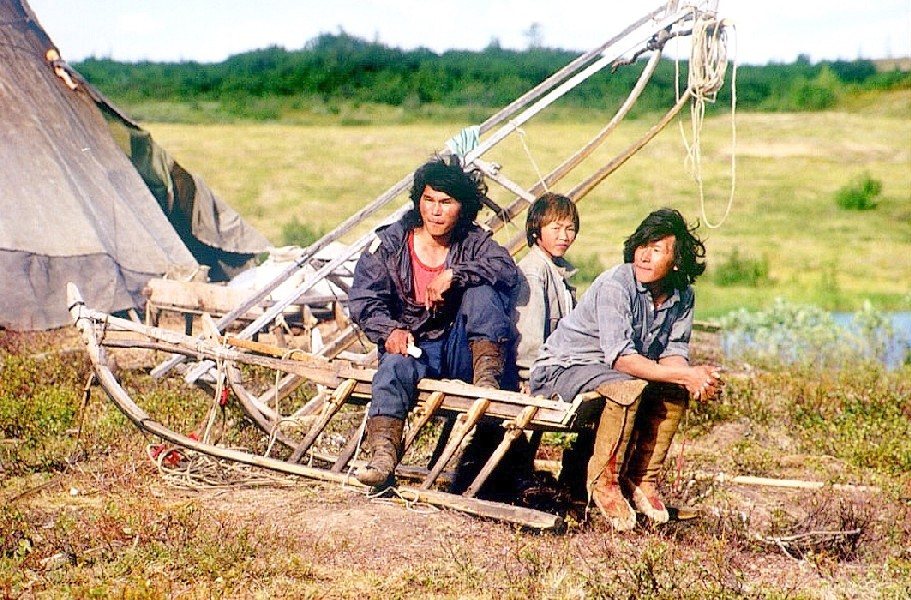

شعب نينيتس أو النينيتسين (بالنينتسية: ненэй ненэче ; بالروسية: ненцы) يعرفون أيضًا بالساموديين، هم السكان الأصليين في شمال روسيا في القطب الشمالي. وفقًا لآخر تعداد للسكان عام 2010 بلغ عدد النينيتسين 44,857 في روسيا معظمهم يعيشون في مناطق الحكم الذاتي أوكروغ يامالو - نينيتس وأوكروغ نينيتس. يتحدثون التندرا والفورست المشتقة من اللغة النينيتسية.